# 智利紅玫瑰蜘蛛

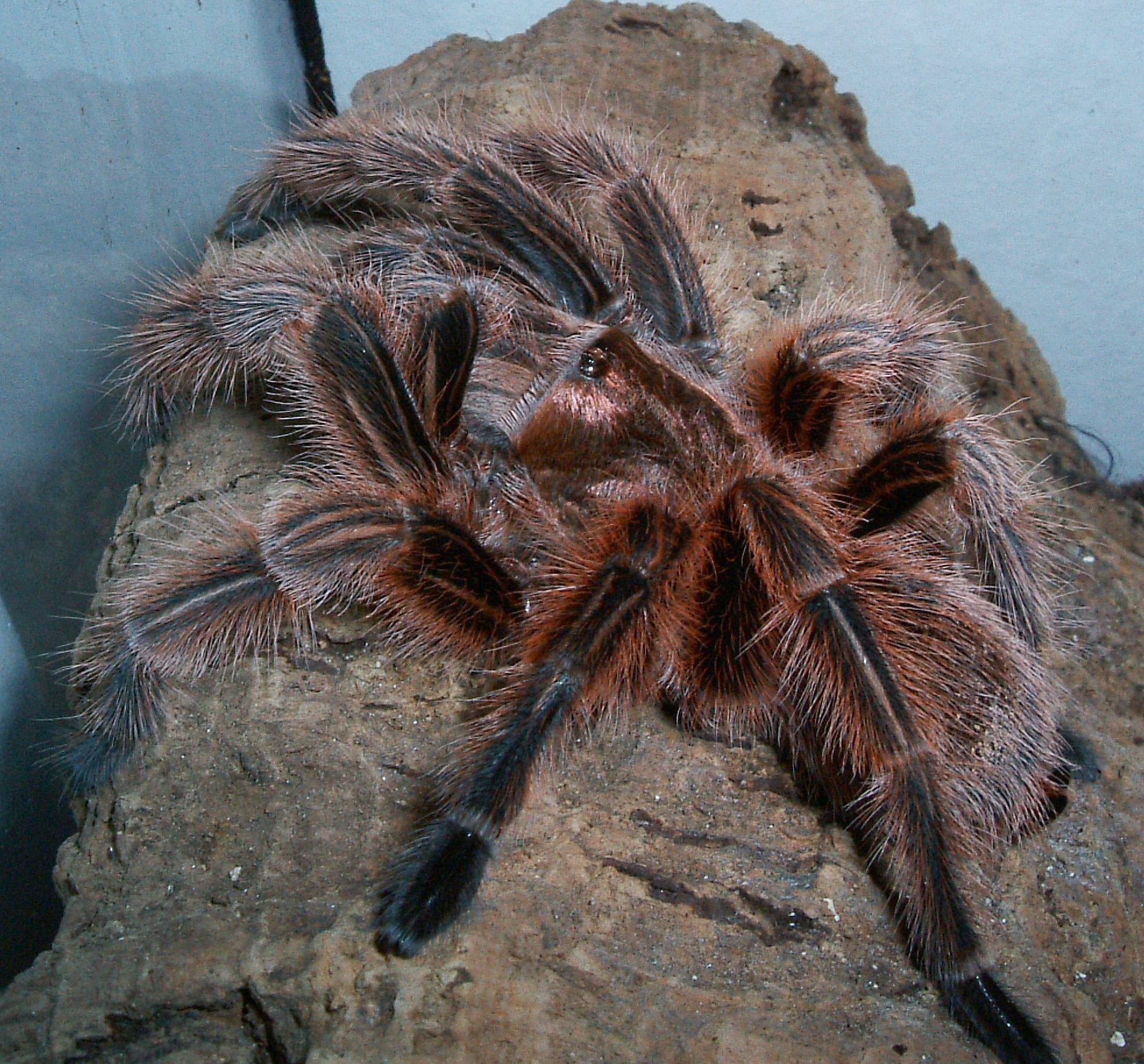
成年雌性個體

智利紅玫瑰蜘蛛（學名：Grammostola rosea），亦稱智利紅玫瑰，智利火玫瑰，是捕鳥蛛科下的一種蜘蛛，常見於歐美寵物市場，生活在玻利維亞到阿根廷的沙漠或灌木林地帶。
野生智利紅玫瑰蜘蛛的壽命約為15至20年，家養則一般壽命更長。

## 外部連結
- Grammostola rosea at care-sheet.com (WikiPets)
- Grammostola rosea photography （页面存档备份，存于） Tarantula breeding, site of Czech Ondrej Rehak